# Desorbimento a plasma
In spettrometria di massa il desorbimento a plasma è una tecnica di ionizzazione per desorbimento molto specialistica. Questa tecnica produce poca frammentazione, è una tecnica di ionizzazione soft. Comunemente si indica con PD, dalla lingua inglese plasma desorption (è chiamato anche fission fragment ionization). Quasi sempre la tecnica è accoppiata con analizzatori a tempo di volo ed è usata per composti a peso molecolare elevato.

## Meccanismo
Il campione viene bombardato con i prodotti di fissione del 252Cf: il californio si divide in due particelle che hanno velocità in due direzioni opposte, una va ad un rivelatore a scatto che dà il segnale di avvio, l'altra va sul campione. Il campione viene ionizzato ed emesso dalla matrice.